# Tandai
Tandai (jap. 探題) sind in der Kamakura- und Muromachi-Zeit der japanischen Geschichte sowohl Bezeichnung für zwei Hauptquartiere des Bakufu, als auch der Titel der Offiziere, die dort stationiert waren (der Titel entsprach in etwa dem eines Generalgouverneurs). Das erste dieser Quartiere wurde 1221 in Kyōto errichtet (Rokuhara Tandai), das Zweite 1293 auf Kyūshū (Chinzei Tandai).